# Beaufortia huangguoshuensis
Beaufortia huangguoshuensis är en fiskart som beskrevs av Zheng och Zhang, 1987. Beaufortia huangguoshuensis ingår i släktet Beaufortia och familjen grönlingsfiskar. Inga underarter finns listade.